# アンソニー・フィリップス
アンソニー・エドウィン・フィリップス (Anthony Edwin Phillips、1951年12月23日 - )は、ジェネシスの元ギタリストとして知られる、イギリス・ロンドン出身の音楽家である。

## 略歴
ジェネシスの創設メンバーの一人であり、1967年の結成から、2枚目のアルバム『侵入』をリリースした後の1970年に脱退するまで、ギターとバックボーカルを担当していた。特に12弦ギターの演奏で知られており、彼の影響は初期ジェネシスのサウンドに大きく貢献している。
アンソニー脱退後に初めて制作されたアルバムである『怪奇骨董音楽箱』は、アンソニーがバンドに残していった影響を深く受けている(特に「The Musical Box」と「The Fountain of Salmacis」の2曲)。
ジェネシスを脱退した後、アンソニーはクラシック音楽 (特にクラシック・ギター)を学び、なかんずくハリー・ウィリアムソン、マイク・ラザフォード、フィル・コリンズらとレコーディングを行った。彼の最初のソロ・アルバムである『ギース・アンド・ザ・ゴースト』は1977年に発表された。その作品には牧歌的なバラードと幅広い作曲性が詰め込まれてはいたが、時のパンク音楽ブームの隆盛によりさほど注目されるには至らず、セールスの成功にはつながらなかった。
アンソニーは1978年に『ワイズ・アフター・ジ・イヴェント』という2枚目のアルバムをリリースした。翌年に発表されたその次のアルバムである『サイズ』でも同じような作風がとられた。この両方のアルバムはメインストリームの音楽ファンを意識してはいたが、やはり成功には至らなかった。
『サイズ』は『プライヴェート・パーツ・アンド・ピーセズ I』と題されたより実験的なアルバムへと結実する。さらに『プライヴェート・パーツ・アンド・ピーセズ II バック・トゥ・パヴィリオン』が翌年にリリースされ、「プライヴェート・パーツ・アンド・ピーセズ」シリーズとして、さらに1980年代から現在に至るまで10作品以上を数える連作アルバムとなる。
1980年、アンソニーはキャメルのアンデリュー・ラティマーとともに作品を書き始めた。これは『シングル・ファクター』(1981年)というキャメルのアルバムとして発表された。 
1984年、アンソニーは『インヴィジブル・メン』というメインストリーム風のポップ・アルバムをリリースした。彼は後にこのアルバム計画を商業的なプレッシャーが生んだ「とんでもない失敗」であると発言した。それ以降、彼はより特殊な作品を制作するためにメインストリームにおける成功に関しては遠避けるようになった。
アンソニーはイギリスにおける様々なサウンドトラック制作を含めて、多様な音楽プロジェクトをたちあげている。1990年代中頃には『イン・コンサート』というアルバムをリリースしている。これは初期作品をソロで演奏したアコースティックギター・バージョンの作品である。そして、前述の「プライヴェート・パーツ・アンド・ピーセズ」シリーズに加えて、それらにも収まらないドキュメンタリ映像やCMのための音楽は「ミッシング・リンクス」シリーズ、さらに未発表曲、未公開バージョンなどは「アーカイブ・コレクション」シリーズとしてリリースされている。
また、彼は1998年にリリースされた最初のジェネシスのボックスセットにアーカイブ作品を提供した。ちなみに、彼のアルバムのアートワークのいくつかはピーター・クロスの手によるものである。

## ディスコグラフィ

### ジェネシス在籍時
- 『創世記』 - From Genesis To Revelation (1969年)
- 『侵入』 - Trespass (1970年)

### ソロ・アルバム
- 『ギース・アンド・ザ・ゴースト』 - The Geese And The Ghost (1977年)
- 『ワイズ・アフター・ジ・イヴェント』 - Wise After the Event (1978年)
- 『プライヴェート・パーツ・アンド・ピーセズ I』 - Private Parts and Pieces (1978年)
- 『サイズ』 - Sides (1979年)
- 『プライヴェート・パーツ・アンド・ピーセズ II バック・トゥ・パヴィリオン』 - Private Parts and Pieces II: Back to the Pavilion (1980年)
- 『1984』 - 1984 (1981年)
- 『プライヴェート・パーツ・アンド・ピーセズ III アンティークス』 - Private Parts and Pieces III: Antiques (1982年) ※with エンリク・ベロ・ガルシア
- 『インヴィジブル・メン』 - Invisible Men (1983年)
- 『プライヴェート・パーツ・アンド・ピーセズ IV キャッチ・アット・ザ・テーブルス』 - Private Parts and Pieces IV: A Catch at the Tables (1984年)
- 『プライヴェート・パーツ・アンド・ピーセズ V トゥエルヴ』 - Private Parts and Pieces V: Twelve (1985年)
- 『プライヴェート・パーツ・アンド・ピーセズ VI アイボリー・ムーン』 - Private Parts and Pieces VI: Ivory Moon (1986年)
- 『プライヴェート・パーツ・アンド・ピーセズ VII スロー・ウェイヴ、ソフト・スターズ』 - Private Parts and Pieces VII: Soft Waves, Slow Stars) (1987年)
- Tarka (1988年) ※with ハリー・ウィリアムソン
- 『ミッシング・リンクス・ヴォリューム1 フィンガー・ペインティング』 - Missing Links Volume 1: Finger Painting (1989年)
- 『スロー・ダンス』 - Slow Dance (1990年)
- 『プライヴェート・パーツ・アンド・ピーセズ VIII ニュー・イングランド』 - Private Parts and Pieces VIII: New England (1992年)
- 『セイル・ザ・ワールド』 - Sail the World (1994年、サウンドトラック)
- 『ミッシング・リンクス・ヴォリューム2 スカイロード』 - Missing Links Volume 2: The Sky Road (1994年)
- 『ジプシー・スート』 - Gypsy Suite (1994年) ※with ハリー・ウィリアムソン
- 『イン・コンサート』 - The Living Room Concert (1995年)
- 『ザ・メドウズ・オヴ・イングルウッド』 - Meadows of Englewood (1995年) ※with グイレルモ・カゼナーヴェ
- 『プライヴェート・パーツ・アンド・ピーセズ IX ドラゴンフライ・ドリームス』 - Private Parts and Pieces IX: Dragonfly Dreams (1996年)
- 『ミッシング・リンクス・ヴォリューム3 タイム・アンド・タイド』 - Missing Links Volume 3: Time and Tide (1997年) ※with 廣田ジョージ
- 『ライヴ・ラジオ・セッションズ』 - Live Radio Sessions (1998年) ※with グイレルモ・カゼナーヴェ
- 『プライヴェート・パーツ・アンド・ピーセズ X - ソワレ』 - Private Parts and Pieces X: Soirée (2000年)
- Radio Clyde 1978 (2003年)
- Battle of the Birds: A Celtic Tale (2004年) ※With ハリー・ウィリアムソン、ディディエ・マレルブ
- 『フィールド・デイ』 - Field Day (2005年)
- 『ワイルドライフ』 - Wildlife (2007年) ※with 廣田ジョージ
- Missing Links Volume IV: Pathways & Promenades (2009年)
- Ahead of the Field: Music for TV and Film (2010年)
- Seventh Heaven (2012年) ※with Andrew Skeet
- Private Parts & Pieces XI: City of Dreams (2012年)
- 『ストリングス・オブ・ライト』 - Strings of Light (2019年)

#### コンピレーション・アルバム
- Harvest of the Heart (1985年)
- 『アンソロジー』 - Anthology (1995年)
- Legend (1997年)
- 『アーカイブ・コレクション・ヴォリュームI』 - Archives Collection Volume One (1998年)
- Legend (1999年) ※1997年盤とは異なるリリース
- Soft Vivace (2002年)
- All Our Lives (2002年)
- Soundscapes (2003年)
- 『アーカイブ・コレクション・ヴォリュームII』 - Archive Collection Volume II (2004年)
- Harvest of the Heart: An Anthology (2014年)
- Private Parts & Pieces I – IV (2015年)
- Private Parts & Pieces V – VIII (2016年)
- Private Parts & Pieces IX – XI (2018年)